# سليم سوهالي
سليم سوهالي هو فنان تشكيلي، كاتب وموسيقي من مواليد 1956 بمدينة باتنة ، شرق الجزائر. وبالإضافة إلى الفن التشكيلي فهو نحات ورسام كاريكاتير ومصمم إعلانات· وفي الأغنية، فهو كاتب كلمات ومغنّ وملحّن وباحث في الموسيقى الأمازيغية· أما في عالم المسرح فهو سيناريست، ومختص في وضع الموسيقى التصويرية· كما كتب مجموعة من النصوص المسرحية: موحند أفحلول، أحنا هما حنا، فن وعفن، خلف دور، قافلة تسير، عروس المطر·